# Rudolph Friedrich Christian Hergt

Rheinischer Antiquarius, Quelle:X/3676, Staatsbibliothek Hamburg

Rudolph Friedrich Christian Hergt (* 5. Mai 1790 in Hadamar; † 11. Juni 1862 in Koblenz) stammte aus einer Buchhändler, Drucker- und Verlegerfamilie. Er war von 1824 bis zu seinem Tod 1862 Inhaber der Buchhandlung und Buchdruckerei von R. F. Hergt  in Koblenz.
Sein Vater war der Apotheker, Medizinalassessor und Buchhändler Franz Christian Nikolaus Hergt (* 3. Dezember 1760 in Zaisenhausen, Großherzogl. badisches Bezirksamt Bretten; † 14. Mai 1838 in Hadamar), der im Jahre 1814 zusätzlich in Koblenz eine Buchdruckerei und Verlagsbuchhandlung erwarb.
In Anlehnung an seine 1796 in Hadamar gegründete Gelehrten-Buchhandlung, gab er 1815 der im Vorjahr übernommenen Huber'schen Buchdruckerei und Verlagsbuchhandlung in Koblenz den Namen Neue Gelehrtenbuchhandlung.

## Leben
Bereits seit 1821 hatte Rudolph Friedrich Christian die Geschäftsleitung inne. Von diesem Jahr an tragen auch viele Verlagsprodukte diesen Firmennamen. 1824 übertrug ihm der Vater sein Unternehmen sogar vollständig. Ab 1. Januar 1830 änderte Rudolph Friedrich Hergt offiziell den inzwischen auf Neue Gelehrten-Buchhandlung & Druckerei lautenden Firmennamen in Buchhandlung und Buchdruckerei von R. F. Hergt. Im Jahre 1832 kaufte der neue Besitzer zusätzlich die Verlagsrechte am Druckverlag Bernard Hériot (1768–1833) in Koblenz, dazu noch im Jahre 1834 das Buchdruckereigeschäft des inzwischen verstorbenen Herrn B. Hériot. Damit besaß er zwei Druckereien mit moderner maschineller Ausstattung. Zusätzlich war er auch in weiter steigendem Umfang verlegerisch tätig. Besonders bekannt wurde er durch die Herausgabe des leider unvollendet gebliebenen Monumentalwerks Der Rheinische Antiquarius (39 Bände 1845–1871) des Johann Christian von Stramberg. Auch war R. F. Hergt geschäftlich erfolgreich, hatte er doch entlang des Rheins alle wichtigen Verkaufsstellen inne. (Nach: Geschichte des deutschen Buchhandels im 19. und 20. Jahrhundert, Band I, Frankfurt am Main 2003, S. 613).
Nach seinem Tode im Jahre 1862 wurde das Geschäft dann durch die Witwe und die gemeinsamen Kinder Katharina, Barbara, Ludwig Christian und Victor Joseph Hergt unter dem bisherigen Namen R. F. Hergt weitergeführt. Im August 1888 ging das Unternehmen dann an die Frankfurter Jaeger'sche Verlagsbuchhandlung, Besitzer Karl Wolfgang Koenitzer, über. Die bis dahin letzten Besitzer Ludwig Christian und Victor Joseph Hergt ließen dann den bisherigen Firmennamen im Handelsregister löschen.
Rudolf Friedrich Christian Hergt (dazu die Hergt'sche Dynastie), gehören – zusammen mit Hériot, Hölscher, Röhling, Krabben und Baedeker (Bädeker) – zu den großen Koblenzer Verlegern des 19. Jahrhunderts.

## Verlagsprodukte der Neuen Gelehrtenbuchhandlung
- Die Neue Gelehrtenbuchhandlung wurde von 1815 bis 1823 vom Vater Franz Christian Nikolaus Hergt geführt.
- Joseph von Görres: Die Uebergabe der Adresse der Stadt Coblenz und der Landschaft an Se. Majestät den König: in öffentlicher Audienz bei Sr. Durchlaucht dem Fürsten Staatskanzler am 12. Januar 1818; als Bericht, [Koblenz]: [Hergt], 60 S.
- Öffentlicher Anzeiger (1817 - 1824), Koblenz, Druck: Pauli, seit 1820 Hergt (Neue Gelehrtenbuchhandlung)
- Friedrich Wilhelm von Cölln: Taschenbuch für Rheinreisende. (Taschenbuch / zum / Nutzen und Vergnuegen / fuer / Rheinreisende. / Von / Fr. W. von Coelln. / Koeniglich Preußischen / Polizei=Secretair. / Mit sieben Rheinansichten, einer Abbildung des roemischen / Grabmahls des Hispaus zu Coblenz, und einer / Karte des Bodensees, in Steindruck). Coblenz, 1821, 13,0 × 10,5 cm, IV,  7 Abb., 1 Karte des Bodensees, 334 S. In der Neuen Gelehrtenbuchhandlung [Hergt]
- Franz Xavier Pereville: Kurzer Unterricht in den wissenswürdigsten Real – Kenntnissen/für die Jugend, zunächst für die unteren Klassen des Gymnasiums zu Coblenz, Coblenz 1829 [!], Verlag der neuen Gelehrten-Buchhandlung (Hergt)
- Jos. J. Caspari: Lehrbuch der ebenen Geometrie für Gymnasien und höhere Lehranstalten, Coblenz o. J., Verlag der Neuen Gelehrten – Buchhandlung (Hergt)

## Verlagsprodukte bis 1862
- R. F. Hergt: Franz Xavier Péreville: Kurzer Unterricht in den wissenswürdigsten Real-Kenntnissen für die Jugend zunächst für die unteren Klassen des Gymnasiums zu Coblenz. Mit 11 Tafeln, Koblenz: R. F. Hergt, 1829
- Heinrich Kühn: Deutsches Brevier – ein Gebet- und Erbauungsbuch für Geistliche und jeden guten Christen: eingerichtet nach den kanonischen Tagzeiten der... Coblenz: Hergt 1832
- Nikolaus Lentz: Kurze Anreden bei Ertheilung der heiligen Taufe und bei der Trauung oder Einsegnung christlicher Brautleute. Coblenz: Hergt 1833
- Charles Hodges: Translated and original poems (Charles Hodges; 1). Coblenz: Hergt (1834)
- R. F. Hergt: Anton Joseph Richter: De gravitate, ejus vi morborum et profligandorum et provocandorum, nec non de corum aestimatione et cura commentatio, in Academica Borussica Rhenana praemio ornata. Koblenz 1834, 212 S.
- Rhein- und Moselzeitung (1834 - 1850), Koblenz, Verlag Hergt (Friedrich Hergt, seit 18. Januar 1834 bis Juli 1850, vorher Verlag B. Heriot und Witwe Heriot)
- Der Wanderer am Rheine und der Mosel – Gemeinnütziges Wochenblatt für alle Stände (1834 - 1849), Koblenz, Verleger und Redakteur: J. Hölscher, Druck: Hergt, Altenhof
- Hergt (Hrsg.): Die heilige Schrift des neuen Testamentes. Uebersetzt und mit erklärenden Anmerkungen versehen von einem Pfarrer der Diözese Trier. Koblenz 1837, XIV, 466 S.
- Hergt: Carl Hergt: Geschichte der beiden Cholera-Epidemien d. südl. Frankreichs in d. J. 1834 u. 1835, Coblenz 1838, gr. 12 (7 1/2 Bl.)
- Peter Joseph Devora: Die Pilgerfahrt zum heiligen Rock im Jahre 1844. Coblenz: Hergt 1844, 7 S.
- R. F. Hergt (Druck und Verlag): Christian von Stramberg: Ehrenbreitstein, Feste und Thal / Historisch und topographisch dargestellt durch Chr. von Stramberg, = Teil des Rheinischen Antiquarius, Coblenz 1845
- Rudolph Friedrich Hergt (Hrsg.): Koblenz und seine Umgebungen, für Fremde und Einheimische geschildert, Koblenz: Rudolph Friedrich Hergt, 1845, (Sonderdruck aus: Malten, H. M.: Handbuch für Rheinreisende, auf der Strecke zwischen Mainz und Köln. Darmstadt u. Wiesbaden: Gustav Georg Lange, 1844, S. 231–317)
- Rudolf Friedrich Christian Hergt (Hrsg.): Christian von Stramberg: Denkwürdiger und nützlicher Rheinischer Antiquarius, welcher die wichtigsten und angenehmsten geographischen, historischen und politischen Merkwürdigkeiten des ganzen Rheinstroms von seinem Ausflüsse in das Meer bis zu seinem Ursprunge darstellt. Von einem Nachforscher in historischen Dingen, Koblenz 1845 ff.  [Serie mit 39 Bänden und Handweiser] Google Buchsuche
- Rudolf Friedrich Hergt (Hrsg.): Für den Dritten Februar in Coblenz, [Titelblatt mit preußischer Adlervignette. Vaterländisch – borussophile Lieder zu einem patriotischen Festtage, wohl zum Gedenken der antinapoleonischen Kriege]. Koblenz 1846
- Hergt: Drei Abhandlungen zeitgemäßer Gegenstände in Predigtform, welche als ein interessantes Quodlibet angesehen werden können / hrsg. von einem kath. Geistlichen auf dem Hunsrücken, Coblenz 1849
- R. F. Hergt: Bericht über die Gründung einer christlichen Wohlthätigkeits-Genossenschaft vom h. Vincenz von Paul zu Koblenz - Ausschuß der Genossenschaft vom H. Vincenz von Paul  > Koblenz <. Koblenz  [1849]
- Hergt: A[nton] J[osef] R[ichter]: Die St. Castorkirche zu Coblenz, deren Geschichte, Architectur, Kunstwerke und Denkmale: als Andenken an die Restauration derselben im J. 1848, Coblenz 1850
- Hergt: Christian von Stramberg: Coblenz, die Stadt, 4 Bände, = Teil des Rheinischen Antiquarius, Coblenz 1853 –
- Georg Wilhelm Hoffmann: Das neue Percussions – Gewehr und dessen Anwendung. Coblenz: Hergt 1825, 16 S., 2. Auflage: 1852, 31 S.
- Hergt: Johann Baptist Berger: Der Sieg der Wahrheit / von Gedeon von der Heide, Coblenz 1853
- Georg Wilhelm von Hoffmann: Aus neuer und alter Zeit. Coblenz: Hergt 1854, 13 S.
- Der heilige Kreuzweg Jesu Christi als Weg der Liebe und des Heiles. Coblenz, 2. Aufl., Hergt 1854, 155 S.
- Christophorus Browerius, Jacob Masen: Metropolis ecclesiae Trevericae / quae metropolitanae.... (Browerii et maseni em. auxit ed. Christianus; 2 / Metropolis ecclesiae Treverica 1 und 2). Confluentibus: Hergt (1856)
- Drei Gedichte des Kaiserlich Königlichen Feldmarschalls Grafen Radetzky Andenken gewidmet von einem Preussischen Offizier. Coblenz (u. a.), Hergt (u. a.): 1858, 16 S.
- Julius Wegeler: Das Burghaus und das ehemalige Kloster zu Namedy (Ein Beitrag zur Special – Geschichte der Rheinlande).  Coblenz: Hergt 1858, 36 S.
- Anton Wilhelm Florentin von Zuccalmagno: Die Mosel – Lieder. Coblenz: 2. durchges. Aufl., Hergt 1859, 128 S.
- Hergt: Anton Joseph Richter: Sanct Castor zu Coblenz, als Münster, Stift und Pfarrkirche, deren Geschichte (vom 9.-19. Jahrhundert), Architectur, Kunstwerke, Denkmale und Restauration 2. nach angeg. Quellen umgearb. wes. verb. u. durchg. verm. Auflage, Coblenz 1854
- Rud. Friedr. Hergt (Druck und Verlag): Philipp Krementz: Das Haus Gottes, eine Predigt, gehalten am 22. Dezember 1853 bei der Einweihung der hiesigen Carmeliterkirche und zum Andenken an diesen Tag der katholischen Militär-Gemeinde von Coblenz, Coblenz 1854
- Hergt: J. Baumgarten: Handbuch der französischen Lectüre für die oberen Klassen und Pensionate, Coblenz 1857
- Hergt: Theodor Stumpf (Hrsg.): Reimspiele des Gesellenvereins zu Coblenz. Für ein Gesellenhospiz. 2. Band mit 8 Federzeichnungen, Koblenz: Gedruckt und in Kommission von Rud. Friedr. Hergt, 1859
- Hergt: Rheinische Reisebibliothek für Dampfschiffahrt und Eisenbahn, Coblenz  1. 1859 -
- Hergt: Anton Wilhelm Florentin von Zuccalmaglio: Die Mosel – Lieder 2. neu durchgesehene Auflage, 128 S. (Serie: Rheinische Reisebibliothek für Dampfschiffahrt und Eisenbahn) Coblenz 1859
- R. F. Hergt: Christian von Stramberg: Coblenz, die Stadt. Historisch und topographisch dargestellt von Chr. v. Stramberg. Erster Band. Zweiter (2.) unveränderter Abdruck. 812 S., [Mit einem Porträt des Christian von Stramberg]. = Teil des Rheinischen Antiquarius, Coblenz 1860
- Johann Theodor Meurer: Siebenundfünfziger. Coblenz: Hergt 1861, 163 S.
- Theodor Stumpf: Die Franzosen kommen. Coblenz, Hergt in Comm., 1861, 52 S.

## Verlagsprodukte ab 1863

Buchtitel von 1869, Quelle: Staatsbibl. Hamburg BDc 511

Diese Liste enthält einen Auszug der Verlagsprodukte die nach dem Tod des R. F. Hergt unter Beibehaltung der Firmenbezeichnung von der Witwe Hergt und ihren Kindern herausgegeben wurden.
- Christian von Stramberg: Denkwürdiger und nützlicher Antiquarius, welcher die wichtigsten und angenehmsten geographischen, historischen und politischen Merkwürdigkeiten des ganzen Rheinstroms, von seinen Ausflügen in das Meer bis zu seinem Ursprünge darstellt. Coblenz: Rudolph Friedrich Christian Hergt (Weiterführung der Serie ab 1863 ff.)
- E. Giersberg: Mathematische Abhandlungen, Teil 1. Coblenz: Hergt (o. J.)
- Franz Reinhard: Recht, Staat und Eid in den Strömungen unserer Tage und Deutschlands sittliche Entwicklung bis zur Gegenwart: mit einem Anhange über Parcival – betrachtet von einem rheinischen Juristen -. Koblenz: Hergt 1868, 248 S.
- J. Wegeler: Wörterbuch der Coblenzer Mundart. Rud. Friedr. Hergt: Coblenz 1869
- Matthias Eberhard: Zum bevorstehenden allgemeinen Concil. Laien-Adresse an den Hochwürdigsten Herrn Bischof von Trier. Coblenz: Hergt 1869, 14 S.
- Julius Wegeler: Philosophia patrum versibus praes. leoninis, rhythmis Germanicis adiectis, iuventute studiosae hilarter tradita Confluentibus: Hergt 1869, 115 S.
- Homer's Odyssee. Coblenz: [Hergt] 1871, 179 S.
- Jola Dominicus: Aus dem rheinischen Mädchenleben. Coblenz: Hergt 1873, 144 S.
- Elise Knackfuss: Vater und Tochter – ein kleines Familiengemälde auf Erdengrund mit Himmelblau. Coblenz: Hergt 1873, 216 S.
- Aus deutschen Herzen zwei Gedichte eines katholischen Rheinländers; 1870 - 1871. Coblenz: Hergt in Comm. 1873, 4 Bl.
- Coblenzer Volkszeitung (1872–1894), Coblenz, Druck: Hergt
- Franz Reinhard: Durch die Schale zum Kern, von den Schatten zum Licht. Coblenz: Hergt 1873, 64 S.
- Franz Reinhard: Worte des Friedens in stürmischer Zeit. Koblenz: Hergtr 1874, 58 S.
- Julius Wegeler: Katalog der Bibliothek der Stadt Coblenz. Coblenz: Hergt 1875, 144 S.
- Julius Wegeler: Coblenz in seiner Mundart und seinen hervorragenden Persönlichkeiten. Coblenz: Hergt 1876, 256 S. (Unveränderter Neudruck der Ausgabe von 1876: Dr. Martin Sändig o. Hg., Walluf bei Wiesbaden, 1973)
- Julius Wegeler: Philosophia patrum in lateinischen Versen und ihren Übersetzungen [Hauptteil] 1877 / Nachtrag 1879. Confluentibus: Hergt 1877/1879
- Franz Berg: Die Allerheiligenkapelle bei Niederlahnstein, ihr Stifter und die Stiftungsurkunde – eine Beleuchtung -. Coblenz: Hergt 1878, 24 S.
- Julius Wegeler: Die Schlösser Rheineck und Olbrück, die Burgen zu Burgbrohl, Namedy und Wassenach, die Schweppenburg und Haus Kray (Beiträge zur Specialgeschichte der Rheinlande, 1). Coblenz, 2. Auflage: Hergt 1878
- Joseph Strange: Nachrichten über adelige Familien und Güter. Coblenz: Hergt, 1879 - 1879 (Band 1 und 2)
- Christian von Stramberg: Handweiser zu Christian von Stramberg's Rheinischem "Antiquarius". Coblenz: Hergt 1879, 48 S.
- Julius Wegeler: Das hohe Domstift zu Trier (Beiträge zur Specialgeschichte der Rheinlande, 2). Coblenz: Hergt 1880